# مونا صدیقی
مونا صدیقی (Mona Siddiqui؛ متولد ۳ مه ۱۹۶۳) یک آکادمیسین بریتانیایی است. او استاد مطالعات اسلامی و بین‌الادیان در دانشگاه ادینبرو، عضو کمیسیون واگذاری اختیارات اسکاتلند، و عضو شورای اخلاق زیستی نافیلد است. صدیقی همچنین از مشارکت‌کنندگان ثابت در برنامه‌های Thought for the Day, Sunday و The Moral Maze در رادیو بی‌بی‌سی ۴ و نیز نشریات تایمز، اسکاتمن، گاردین و ساندی هرالد است.

## اوایل زندگی
صدیقی در کراچی، پاکستان به دنیا آمد. خانواده او در سال ۱۹۶۵، زمانی که او دو ساله بود، از پاکستان به انگلستان مهاجرت کردند. پدرش روان‌پزشک بود و برای انجام کارهای پسادکترا به کمبریج انگلستان نقل مکان کرد. کار او در نهایت خانواده را به هادرسفیلد کشاند، جایی که او شغل ثابتی پیدا کرد. آن‌ها در هادرسفیلد در چهار خانه متوالی زندگی کردند؛ بخشی از دلیل این جابه‌جایی، گسترش خانواده از چهار به شش نفر بود و سرانجام به خانه‌ای مستقل متعلق به دهه ۱۹۳۰ در منطقه‌ای نسبتاً مرفه در نزدیکی مرکز شهر نقل مکان کردند. محیط خانه بسیار ادبی بود و کتاب‌های زیادی در خانه وجود داشت. معمولاً در خانه به اردو صحبت می‌شد و به همین دلیل فرزندان دوزبانه شدند. پدرش عربی نیز صحبت می‌کرد و برای چند سال در عربستان سعودی کار کرد، جایی که صدیقی در حدود ۱۸ سالگی به همراه خواهرش به ملاقات او رفت.
صدیقی در سن ۱۱ سالگی به دبیرستان سالندین نوک، یک مدرسه چندفرهنگی، رفت و در زبان انگلیسی عملکرد بسیار خوبی داشت. او بعداً به کالج گرین‌هد منتقل شد.
صدیقی به زبان‌های فرانسوی، عربی و اردو مسلط است و ازدواج کرده و سه پسر دارد.

## حرفه
صدیقی مدرک کارشناسی خود را در رشته عربی و فرانسوی از دانشگاه لیدز (فارغ‌التحصیل ۱۹۸۴) و مدارک کارشناسی ارشد در مطالعات خاورمیانه و دکترا در حقوق کلاسیک اسلامی را از دانشگاه منچستر (فارغ‌التحصیل ۱۹۸۶ و ۱۹۹۲ به ترتیب) دریافت کرد. او به عنوان عضوی از هیئت‌های مشورتی گالری هنر مدرن گلاسکو، هنرهای آسیایی اسکاتلند، پروژه مطالعات دینی آی.بی. تاوریس و ژورنال آکادمی دین آمریکا فعالیت کرده است.
او از سال ۱۹۹۶ در دانشگاه گلاسکو مشغول به کار بوده و در سال ۱۹۹۸ مرکز مطالعات اسلام را تأسیس کرد. در سال ۲۰۰۶، او به عنوان استاد مطالعات اسلامی و درک عمومی منصوب شد و به عنوان ارزیاب سنا در دادگاه دانشگاه خدمت کرد.
در سال ۲۰۱۱، صدیقی اولین فردی بود که کرسی مطالعات اسلامی و بین‌الادیان را در دانشکده الهیات دانشگاه ادینبرو به دست آورد. او متعاقباً به عنوان رئیس بین‌الملل برای خاورمیانه منصوب شد. در سال ۲۰۱۶، او سخنرانی‌های گیفورد را با عنوان «مبارزه، رنج و امید: کاوش‌هایی در سنت‌های اسلامی و مسیحی» در دانشگاه آبردین ارائه داد.
زمینه‌های تخصصی او شامل حقوق کلاسیک اسلامی، حقوق و جنسیت، اندیشه اولیه اسلامی، و مسائل حقوقی و اخلاقی معاصر در اسلام است. پروفسور صدیقی نویسنده کتاب «چگونه قرآن را بخوانیم» (گرنتا)، مجموعه ویرایش شده چهار جلدی «اسلام» (سیج) و «مسلمان خوب» (انتشارات دانشگاه کمبریج) است. او در حال حاضر مشغول کار بر روی دو تک‌نگاری دیگر با انتشارات دانشگاه ییل و آی.بی. تاوریس است. او مقالات و فصل‌هایی در مورد حقوق کلاسیک اسلامی منتشر کرده و مکرراً در مورد مسائل مسیحی-اسلامی می‌نویسد و سخنرانی می‌کند.
صدیقی حامی The Feast، یک خیریه پیشگام در زمینه جوانان است که برای انسجام اجتماعی بین جوانان مسیحی و مسلمان فعالیت می‌کند.

## افتخارات
صدیقی در مارس ۲۰۰۵ به عنوان همکار انجمن سلطنتی ادینبرو و در اکتبر ۲۰۰۵ به عنوان همکار انجمن سلطنتی هنر انتخاب شد. او همچنین دارای دکترای افتخاری ادبیات از دانشگاه ولورهمپتون و دانشگاه لستر است. علاوه بر این، او دکترای افتخاری حقوق مدنی را از دانشگاه هادرسفیلد دریافت کرد.
صدیقی در سال ۲۰۱۱ به دلیل خدماتش به روابط بین ادیان، به عنوان افسر نشان امپراتوری بریتانیا (OBE) در فهرست افتخارات تولد ۲۰۱۱ منصوب شد.
در ژانویه ۲۰۱۳، صدیقی برای جایزه خدمات به آموزش در جوایز مسلمان بریتانیا نامزد شد.
او در سال ۲۰۱۹ به عضویت آکادمی هنر و علوم آمریکا به عنوان عضو افتخاری بین‌المللی انتخاب شد.

### کتاب‌ها
- صدیقی، مونا (۲۰۰۷). چگونه قرآن را بخوانیم. لندن: گرنتا بوکز. ISBN 978-1-86207-945-8.
- صدیقی، مونا، ویرایش (۲۰۱۰). اسلام. لندن: سیج. ISBN 978-1-84787-360-6.
- صدیقی، مونا (۲۰۱۲). مسلمان خوب: تأملاتی در حقوق و الهیات کلاسیک اسلامی. کمبریج: انتشارات دانشگاه کمبریج. ISBN 978-1-139-37934-2.
- صدیقی، مونا، ویرایش (۲۰۱۳). خوانشگر روتلج در روابط مسیحی-مسلمان. لندن: روتلج. ISBN 978-0-415-68554-2.
- صدیقی، مونا (۱۵ آوریل ۲۰۱۳). مسیحیان، مسلمانان، و یسوع. نیوهیون. ISBN 978-0-300-18926-1.
- صدیقی، مونا (۲۰۱۶). مهمان‌نوازی و اسلام: خوش‌آمدگویی به نام خدا. نیوهیون: انتشارات دانشگاه ییل. ISBN 978-0-300-22362-0.